# Suevos (Arteijo)
Suevos o San Martín de Suevos (llamada oficialmente San Martiño de Suevos) es una parroquia y una aldea española del municipio de Arteijo, en la provincia de La Coruña, Galicia.

## Organización territorial
La parroquia está formada por seis entidades de población, constando dos de ellas en el nomenclátor del Instituto Nacional de Estadística español:
- A Barreira
- A Torre
- Pazo (O Pazo)
- Portiño (O Portiño)
- Salgueiros
- Suevos

## Demografía

### Parroquia
| Gráfica de evolución demográfica de Suevos (parroquia) entre 2000 y 2018 |
|                                                                          |
| Datos según el nomenclátor publicado por el INE.                         |

### Aldea
| Gráfica de evolución demográfica de Suevos (aldea) entre 2000 y 2018 |
|                                                                      |
| Datos según el nomenclátor publicado por el INE.                     |